# Montblanc (empresa)
Montblanc International GmbH es un fabricante alemán de plumas, plumas estilográficas, relojes, joyería y marroquinería, perteneciente al Grupo Richemont.

## Historia

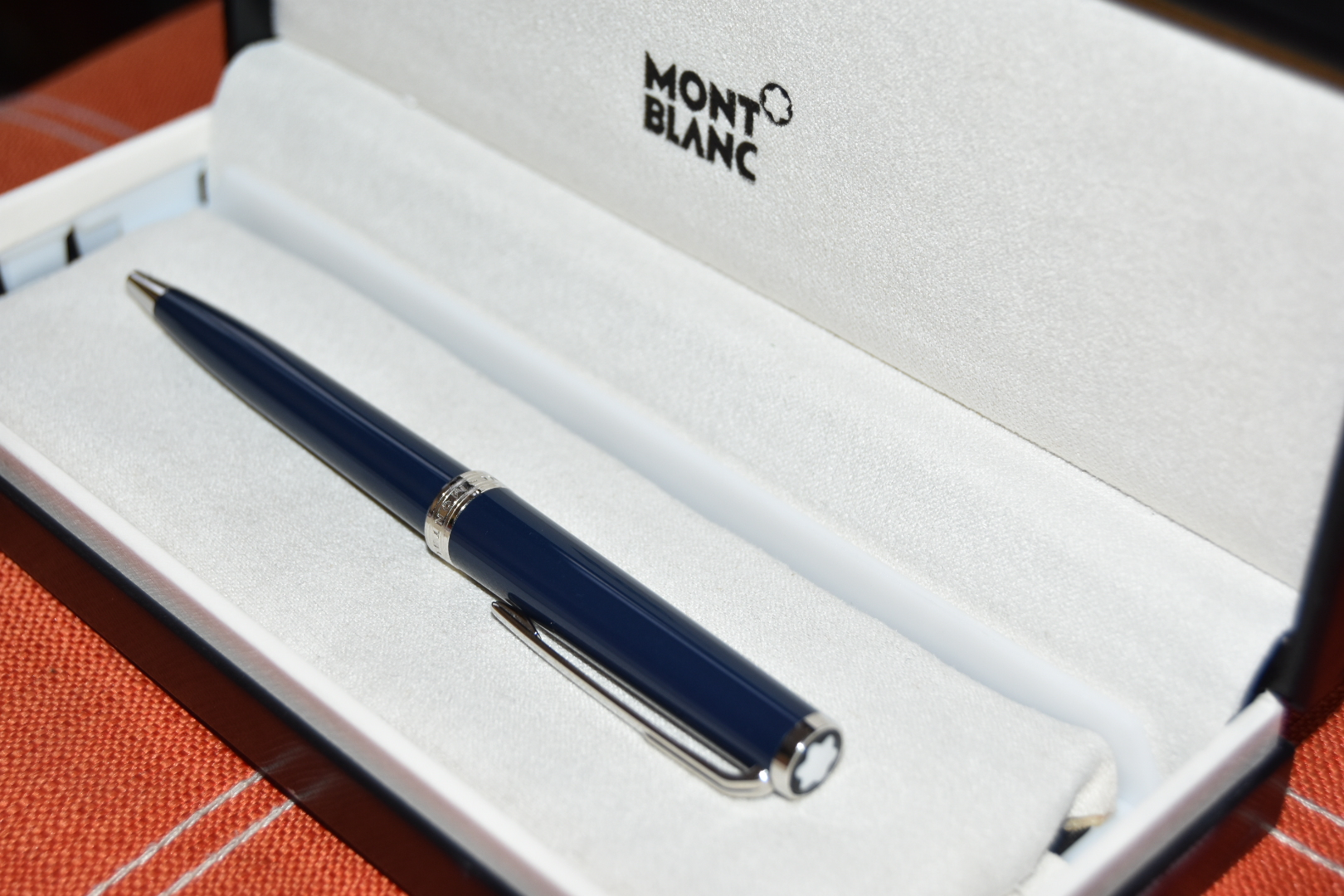
Bolígrafo Montblanc

Fundada en 1906 por el fabricante de papel Claus-Johannes Voss, el banquero Alfred Nehemias y el ingeniero August Eberstein, la empresa comenzó como la empresa Simplo Filler Pen, que producía plumas estilográficas de lujo en el distrito Schanzen de Hamburgo. Su primer modelo fue el Rouge et Noir en 1909, seguido en 1910 por la pluma que más tarde daría a la empresa su nuevo nombre, Montblanc. El nombre Meisterstück (pieza maestra, nombre utilizado para la exportación) se utilizó por primera vez en 1924, para las líneas superiores de plumas estilográficas.
Hoy en día, la marca Montblanc se encuentra en otros productos además de útiles de escritura, incluidos relojes, joyas, fragancias, artículos de cuero y gafas.

## Campañas
En 2009, la empresa anunció la campaña Signature for Good para recaudar 1,5 millones de dólares para UNICEF procedentes de la venta de sus productos.
Su actual director ejecutivo es Jérome Lambert.

## Controversia
En 2009, el lanzamiento de una línea de plumas para marcar el 140 aniversario del nacimiento de Gandhi, con 3000 plumas con un precio de venta al público de 3000 de dólares y una serie limitada de 241 plumas estilográficas —por el número de millas de la marcha de Gandhi en protesta por los impuestas de la sal en 1930— causó protestas por la aparente contradicción entre los valores de Gandhi y los de una marca de lujo.